# مبدل پوش–پول

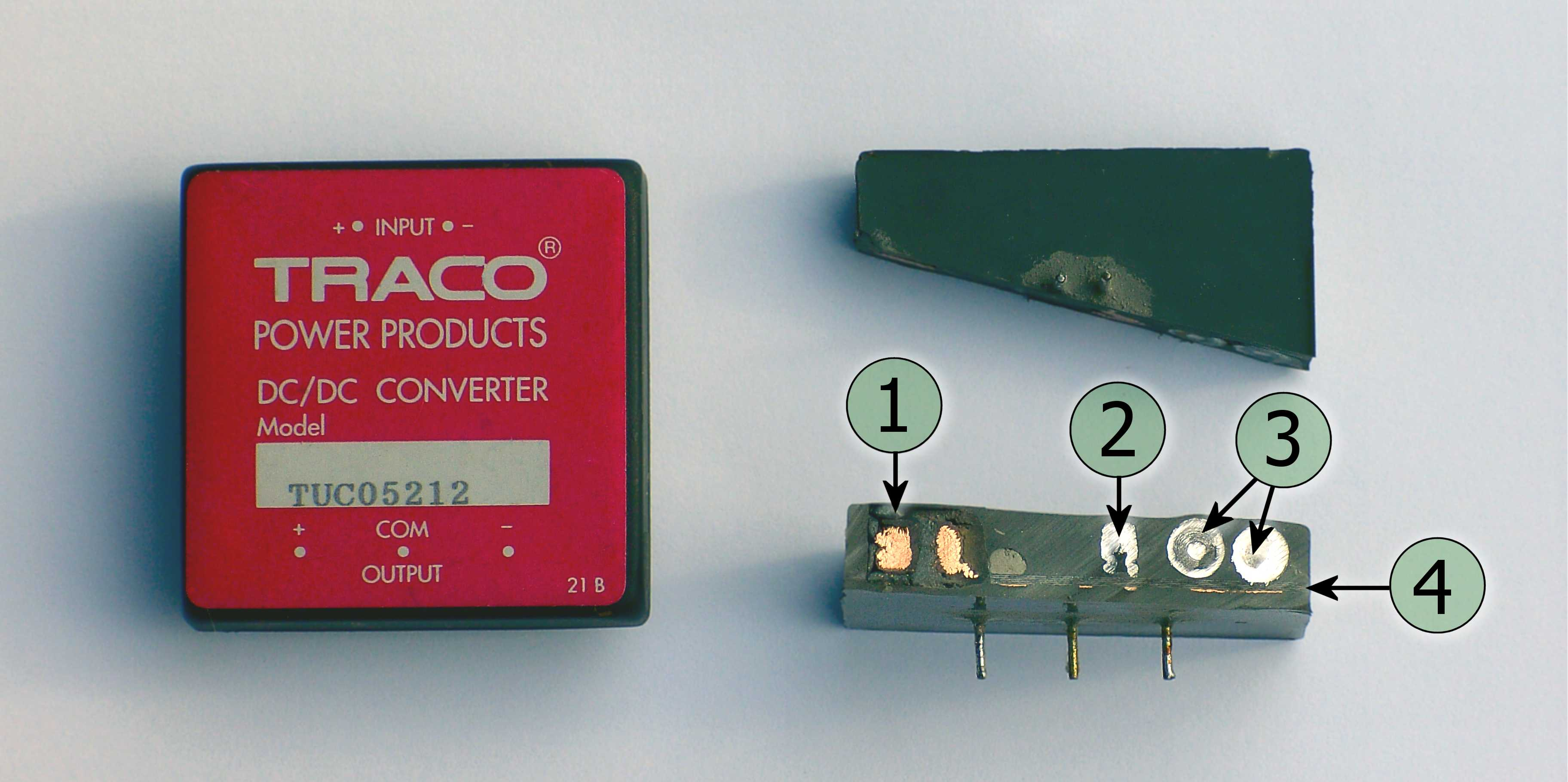
مبدل پوش–پول

مبدل پوش-پول (انگلیسی: Push–pull converter) نوعی مبدل دی‌سی به دی‌سی است. با استفاده از مبدل سوئیچینگ و ترانسفورماتور سطح ولتاژ مستقیم را تغییر می‌دهد. نحوه کار مبدل پوش-پول به صورت کلی از یک جفت ترانزیستور استفاده می‌شود، این ترانزیستورها به صورت پی‌درپی خاموش و روشن می‌شوند که بدین ترتیب جریان مستقیم را به صورت متناوب به دو سر ترانسفورماتور می‌رساند. ترانسفورماتور نیز با نسبت تبدیل (کاهنده یا افزاینده) ولتاژ را به ثانویه منتقل می‌کند.